# Mar bar Rab Chanan
Mar bar Rab Chanan aus Isqija (Mar Rab Mar) war ab dem Jahre 589 erster Gaon in Sura.